# غابي ميلر
غابي ميلر (بالإنجليزية: Gabe Miller)‏ هو لاعب كرة قدم أمريكية أمريكي، ولد في 5 ديسمبر 1987 في كولورادو في الولايات المتحدة.

## وصلات خارجية
- غابي ميلر على موقع مرجع كرة القدم المحترفة.كوم (الإنجليزية)